# Długi Upłaz
Die Długi Upłaz ist ein Berg an der polnisch-slowakischen Grenze in der Westtatra mit 1785 m Höhe.

## Lage und Umgebung
Die Staatsgrenze verläuft über den Hauptgrat der Tatra, auf dem sich die Długi Upłaz befindet. Östlich des Gipfels liegt das Tal Dolina Chochołowska.

## Tourismus
Die Długi Upłaz ist bei Wanderern beliebt.

## Belege
- Zofia Radwańska-Paryska, Witold Henryk Paryski, Wielka encyklopedia tatrzańska, Poronin, Wyd. Górskie, 2004, ISBN 83-7104-009-1.
- Tatry Wysokie słowackie i polskie. Mapa turystyczna 1:25.000, Warszawa, 2005/06, Polkart, ISBN 83-87873-26-8.